# Onciale 0246
- Papyrus
- Onciale
- Minuscules
- Lectionnaire

Le Codex 0246 (dans la numérotation Gregory-Aland), est un manuscrit du Nouveau Testament sur parchemin écrit en écriture grecque onciale.

## Description
Le codex se compose d'un folio. Il est écrit en une colonne par page, de 27 lignes par colonne. Les dimensions du manuscrit sont 29 x 20 cm,. Les paléographes datent ce manuscrit du VIe siècle. C'est un palimpseste.
C'est un manuscrit contenant le texte de l'Épître de Jacques (1,12-14.19-21).
Le texte du codex est de type byzantin. Kurt Aland le classe en Catégorie V.
Lieu de conservation
Il est conservé au Westminster College (en) (Mingana Georg. 7) à Cambridge,.